# Contributions du Jardin Botanique de Rio de Janeiro
Contributions du Jardin Botanique de Rio de Janeiro (abreviado Contr. Jard. Bot. Rio de Janeiro) fue una revista con ilustraciones y descripciones botánicas que fue publicada en Río de Janeiro desde 1901 hasta 1907, publicándose 4 números.